# Pałka teleskopowa

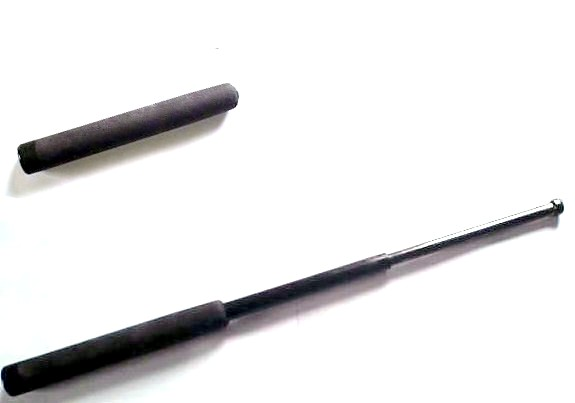
Baton złożony (u góry) i rozłożony (u dołu)

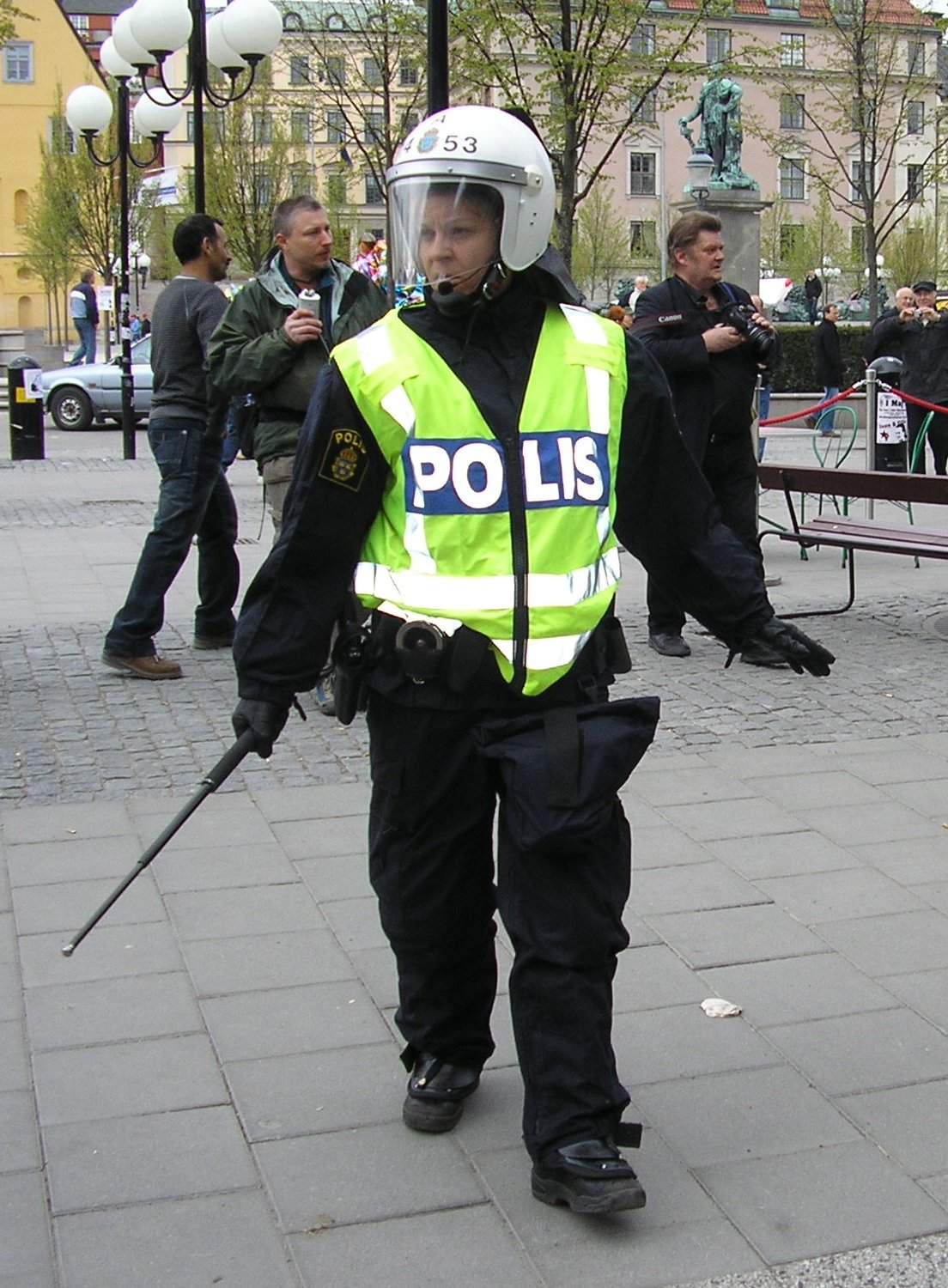
Szwedzka policjantka z rozłożoną pałką teleskopową

Pałka teleskopowa, baton – nowoczesny rodzaj składanej broni obuchowej, znany w Polsce po zakończeniu I wojny światowej, na świecie rozpowszechniany od 1950. 

## Budowa
Pałka teleskopowa wykonana jest najczęściej z lekkiego i mocnego metalu (na przykład aluminium), czasem z tworzyw sztucznych. W formie złożonej ma długość około 15–20 centymetrów, a w formie rozłożonej – około 40–60 centymetrów. Produkowana na masową skalę często różni się jakością wykonania i stylistyką. Zbudowana jest z rękojeści, zakończenia rękojeści, ramienia dwuczłonowego, zakończenia ramienia. Trzy segmenty (rękojeść, pierwszy człon i drugi człon ramienia) łączą się w tak zwanym układzie kielichowym, gdzie podczas rozkładania szerszy koniec jednej części jest hamowany wewnątrz węższej części kolejnego segmentu. Rozłożenie pałki następuje w wyniku jednego szybkiego ruchu wysuwająco-wstrząsającego. Złożenie następuje po silnym uderzeniu wewnętrzną stroną dłoni w zakończenie dwuczłonowego ramienia lub przez prostopadłe uderzenie końcem pałki o twarde podłoże.

## Zastosowanie
Oficjalna broń w formacjach ochrony porządku publicznego: służb specjalnych (w tym policji) i ochroniarskich (w szczególności tak zwanych bramkarzy). Używana przez adeptów sztuk walki, kierowców komunikacji miejskiej, kierowców taksówek.

## Sytuacja prawna w Polsce
W Polsce jej sprzedaż jest koncesjonowana. Na zakup i posiadanie pałek teleskopowych nie jest wymagane uzyskanie pozwolenia (nie trzeba też zakupionych pałek rejestrować), o ile nie mają wkładki lub końcówki z ciężkiego i twardego materiału. Z powodu braku doprecyzowania kryteriów oceny „ciężkości i twardości materiału” czy szerzej – zakończenia pałek, ustawa wymaga interpretacji. W przypadku wniosku o ukaranie posiadacza „nielegalnej” pałki, sądy zmuszone są powoływać biegłych. Nieuprawnione posiadanie pałki będącej bronią w rozumieniu Ustawy o broni i amunicji nie jest jednak przestępstwem, a jedynie wykroczeniem, za które grozi kara grzywny lub aresztu.
Użycie pałki teleskopowej przeciw człowiekowi, w sytuacji innej niż obrona konieczna, może zostać uznane za przestępstwo popełnione przy użyciu niebezpiecznego przedmiotu w rozumieniu artykułu 280 oraz 159 Kodeksu karnego. Kwalifikacja taka ma miejsce, gdy popełniający przestępstwo używał pałki w sposób bezpośrednio zagrażający życiu ludzkiemu.